# Ortaköy (Istanbul)
Ortaköy ist ein Viertel (Mahalle) des Istanbuler Stadtteils Beşiktaş. 
Das Vergnügungsviertel Ortaköy mit einem Zentrum des Nachtlebens mit Kneipen, Bars, Clubs und Diskotheken liegt am Bosporus zu den angrenzenden Vierteln Mecidiye, Balmumcu, Levazim, Nisbetiye, Kültür und Kuruçeşme. 
In dem Stadtteil stehen die 1853 erbaute Ortaköy-Moschee, das westliche Ende der 1973 fertiggestellten Brücke der Märtyrer des 15. Juli, der Çırağan-Palast (heute ein Luxushotel) und die Galatasaray Üniversitesi. 
Ortaköy war während des Osmanischen Reichs und der ersten Jahrzehnte der Türkischen Republik mit Gemeinden von Türken, Griechen, Bulgaren, Juden und Armeniern besiedelt und somit ein sehr kosmopolitischer Ort. Eine Moschee (die Ortaköy-Moschee), zwei Kirchen (eine griechisch-orthodoxe Kirche und eine armenisch-apostolische Kirche) und eine Synagoge (die Etz-Ahayim-Synagoge) liegen im Uferbereich dicht beieinander. Es gibt auch eine armenische Schule. Über Jahrzehnte befanden sich in Ortaköy der Sitz und das Sekretariat des bulgarischen Exarchen sowie eine bulgarische Schule. Nach der Gründung des Exarchats 1871 tagte hier die erste Synode, welche die provisorische Verwaltung des Exarchats und die Ausarbeitung des Statuts übernahm.
Bereits im 17. Jahrhundert entstand in Ortaköy die Etz-Ahayim-Synagoge (Baum des Lebens). Sie wurde von Opfern des Stadtbrandes von 1618 errichtet, die aus dem Gebiet des Großen Basars geflohen waren. Ab 1707, nach einem erneuten Großbrand, wurde sie restauriert, desgleichen nach einem Brand 1825. Daneben entstand die Yeni-Mahalle-Synagoge. 1936 lebten etwa 700 jüdische Familien in Ortaköy.
Nach der Gründung Israels im Jahre 1948 begann die jüdische Bevölkerung nach Israel auszuwandern. Bis in die 1950er Jahre war Ortaköy noch multikulturell. Der Pogrom von Istanbul im September 1955 verursachte die Auswanderung vor allem der Griechen und auch der Armenier und Juden von Ortaköy.
Am 1. Januar 2017 kam es im Nachtclub Reina zu einem Terroranschlag während einer Neujahrsfeier.

## Galerie

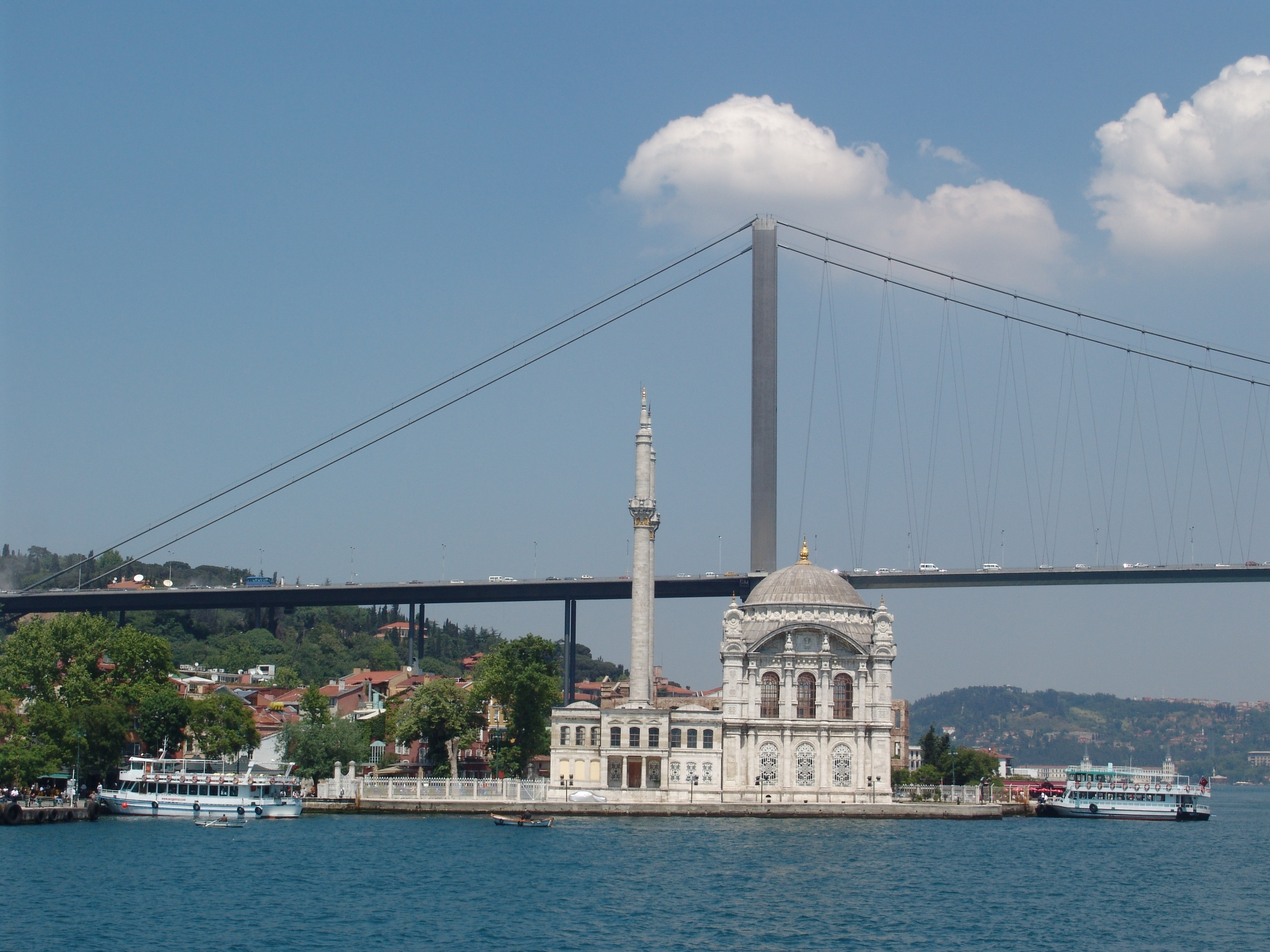
Blick auf die Ortaköy-Moschee am Bosporus und die Brücke der Märtyrer des 15. Juli.
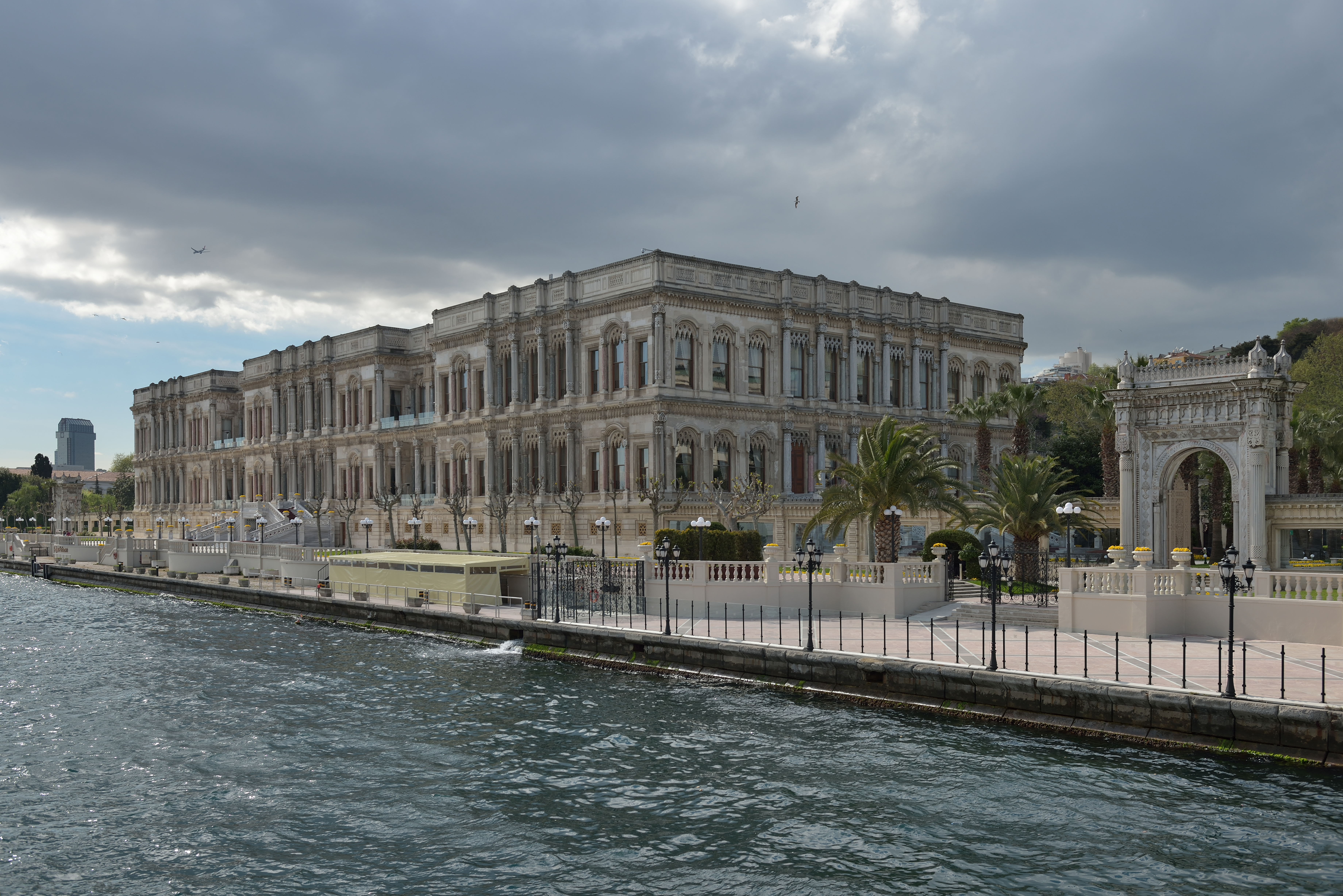
Çırağan-Palast
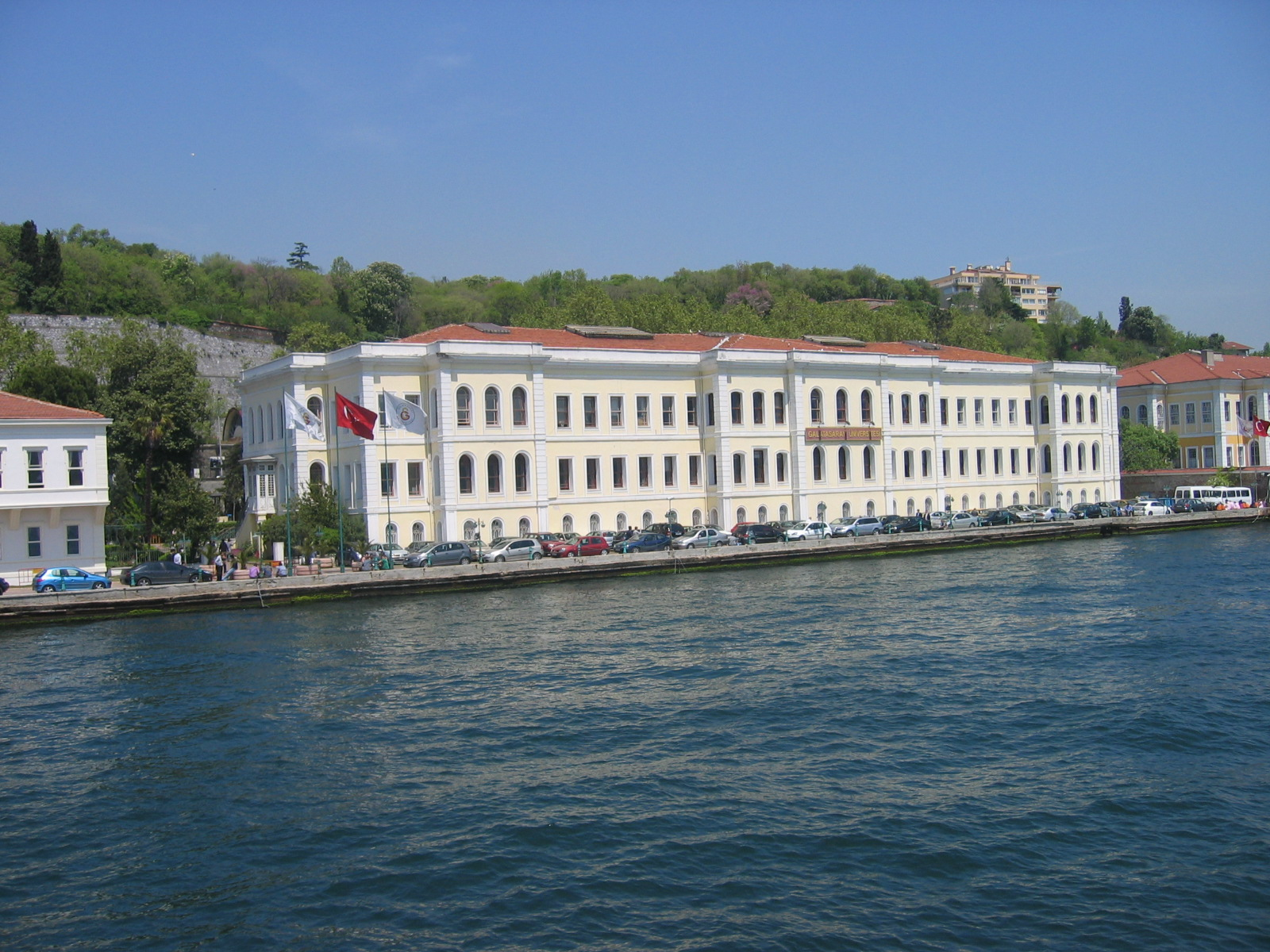
Galatasaray Üniversitesi
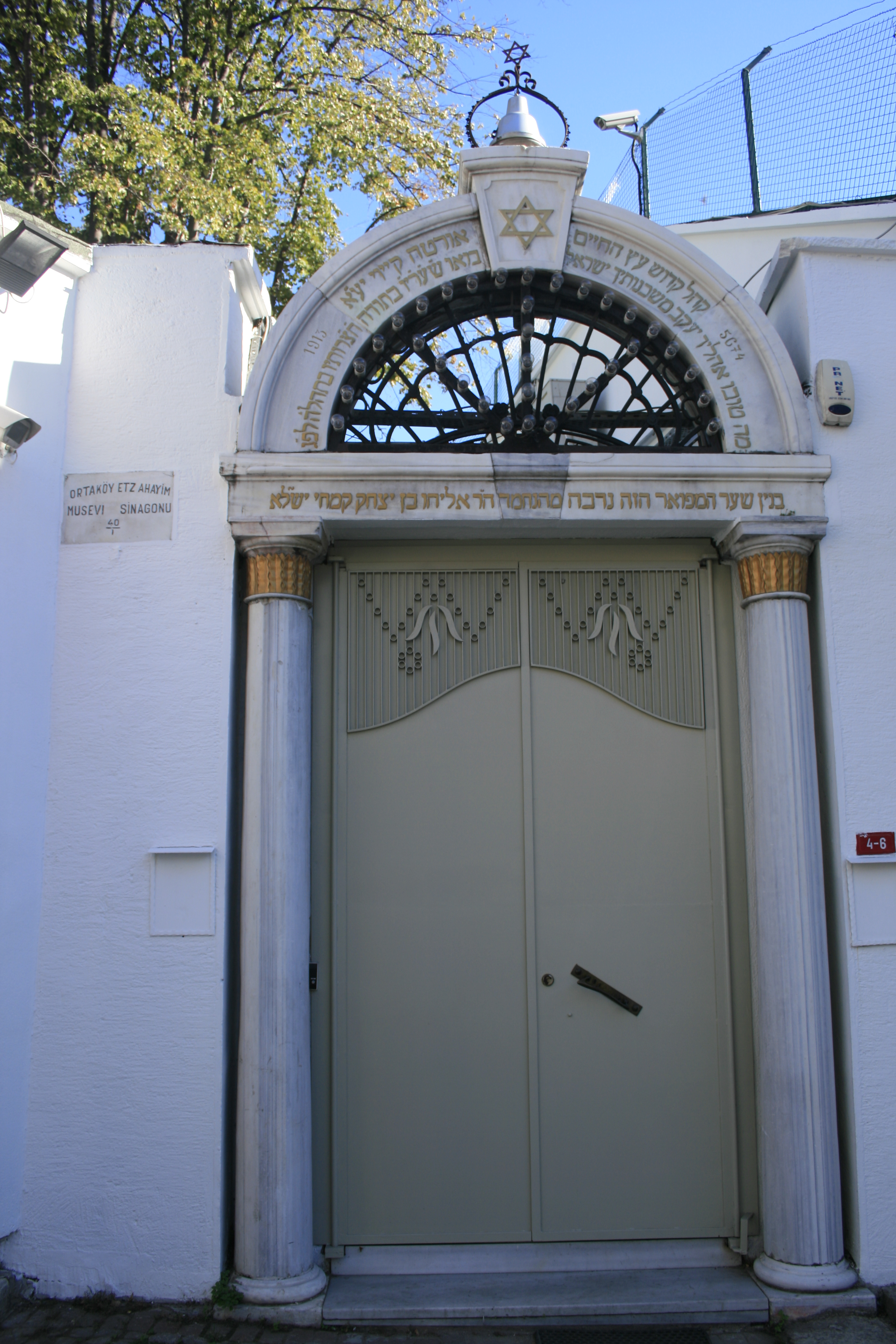
Eingang der Etz-Ahayim-Synagoge